# لینو فاسیولی
لینو فاسیولی (انگلیسی: Lino Facioli؛ زادهٔ ۲۹ ژوئیهٔ ۲۰۰۰) یک هنرپیشه اهل برزیل است. وی از سال ۲۰۱۰ میلادی تاکنون مشغول فعالیت بوده‌است.
از فیلم‌ها یا برنامه‌های تلویزیونی که وی در آن نقش داشته‌است می‌توان به بازی تاج‌وتخت و بیارش گریک اشاره کرد.